# Chaetomitrium friedense
Chaetomitrium friedense är en bladmossart som beskrevs av J.C. Norris och T. Koponen 1985. Chaetomitrium friedense ingår i släktet Chaetomitrium och familjen Hookeriaceae. Inga underarter finns listade i Catalogue of Life.